# Željeznička Stanica Kakanj
Željeznička Stanica Kakanj (en cyrillique : Жељезничка Станица Какањ) est un village de Bosnie-Herzégovine. Il est situé dans la municipalité de Kakanj, dans le canton de Zenica-Doboj et dans la fédération de Bosnie-et-Herzégovine. Selon les premiers résultats du recensement bosnien de 2013, il compte 545 habitants.

## Démographie

### Évolution historique de la population
| 1948 | 1953 | 1961 | 1971  | 1981  | 1991 | 2013 |
| ---- | ---- | ---- | ----- | ----- | ---- | ---- |
| -    | -    | 797  | 1 775 | 1 002 | 628  | 545  |

|  |